# Яровенко, Александр Александрович
Александр Александрович Яровенко (род. 7 января 1988, пгт Ямполь) — украинский легкоатлет.

## Спортивная биография
С 2007 по 2011 года выступал за сборную команду Донецкой области по лёгкой атлетике среди спортсменов с нарушением ОДА.
Многократный чемпион Донецкой области в толкании ядра, метании копья и диска (класс F-34).
С 2011 года член сборной команды Луганской области по лёгкой атлетике среди спортсменов с поражением ОДА, нарушением зрения, а также умственного и физического развития.
Многократный призёр чемпионатов Украины по лёгкой атлетике среди спортсменов с поражением ОДА, нарушением зрения, а также умственного и физического развития (2007—2013).
В 2012 году чемпион Украины в толкании ядра среди спортсменов с поражением ОДА, нарушением зрения, а также умственного и физического развития.
Кандидат в мастера спорта с 2012 года.
2013 год — призер зимнего чемпионата Украины в помещении среди спортсменов с поражением ОДА, нарушением зрения, а также умственного и физического развития (Запорожье).
Тренеры: с 2007 по 2010 годы — Константинов Дмитрий Михайлович, с 2011 года — Старостина Римма Фёдоровна и Головащенко Оксана Николаевна.
Выступает в классе F-34.
С 2013 года женат на Маргарите Яровенко (Степаненко).